# Santa Maria és a többiek
A Santa Maria és a többiek a Neoton Família 1988-ban hanglemezen és kazettán megjelent válogatása. A Santa Maria, a Don Quijote és a Szédült napraforgó felújított változatban került fel a lemezre.

## Az album dalai
1. Santa Maria
2. Holnap hajnalig
3. Marathon
4. Hétvégi motorozás
5. Látomás
6. Don Quijote
7. Vándorének
8. Egy kis nyugalmat
9. Eszterlánc
10. Nem szállunk ki a hajóból
11. Szédült napraforgó

## Közreműködők
- Végvári Ádám	-	ének, gitár
- Baracs János	-	ének, basszusgitár
- Bardóczi Gyula	-	ütőhangszerek, dobok
- Csepregi Éva	-	ének
- Pál Éva		-	ének
- Jakab György	-	billentyűs hangszerek, ének
- Juhász Mária	-	vokál
- Lukács Erzsébet	-	vokál
- Pásztor László	-	gitár, ének